# 坂下神社 (春日井市)
坂下神社（さかしたじんじゃ）は、愛知県春日井市坂下町のかつての下街道沿いにある神社である。

## 祭神
- 天照大神
- 誉田別命（応神天皇）

合祀した祭神として、宇迦之御魂神、大物主神、素盞鳴尊、天児屋根命

## 祭礼
- どんど焼き：1月中旬[2]
- 坂下春祭り：4月[3]
- 祇園際：7月[4]
- 芽の輪くぐり：8月[5]

## 境内
中町、下町、高蔵寺道、郷島から移された常夜灯が、坂下神社参道脇道の両側に立てられている。これらの常夜灯は、今から550年ほど前の嘉永年間（1848～1853年）に建てられたものである。火難除きと幸福を願い、正面の上段に「秋葉山」、下段に「村中安全」と彫ってある。昭和30年（1955年）ごろまでは、各島々で献燈の廻し箱が廻され、夕方に灯明をあげて、毎晩お参りをしていた。廻し箱とは、扉付きの手下げの木箱である。

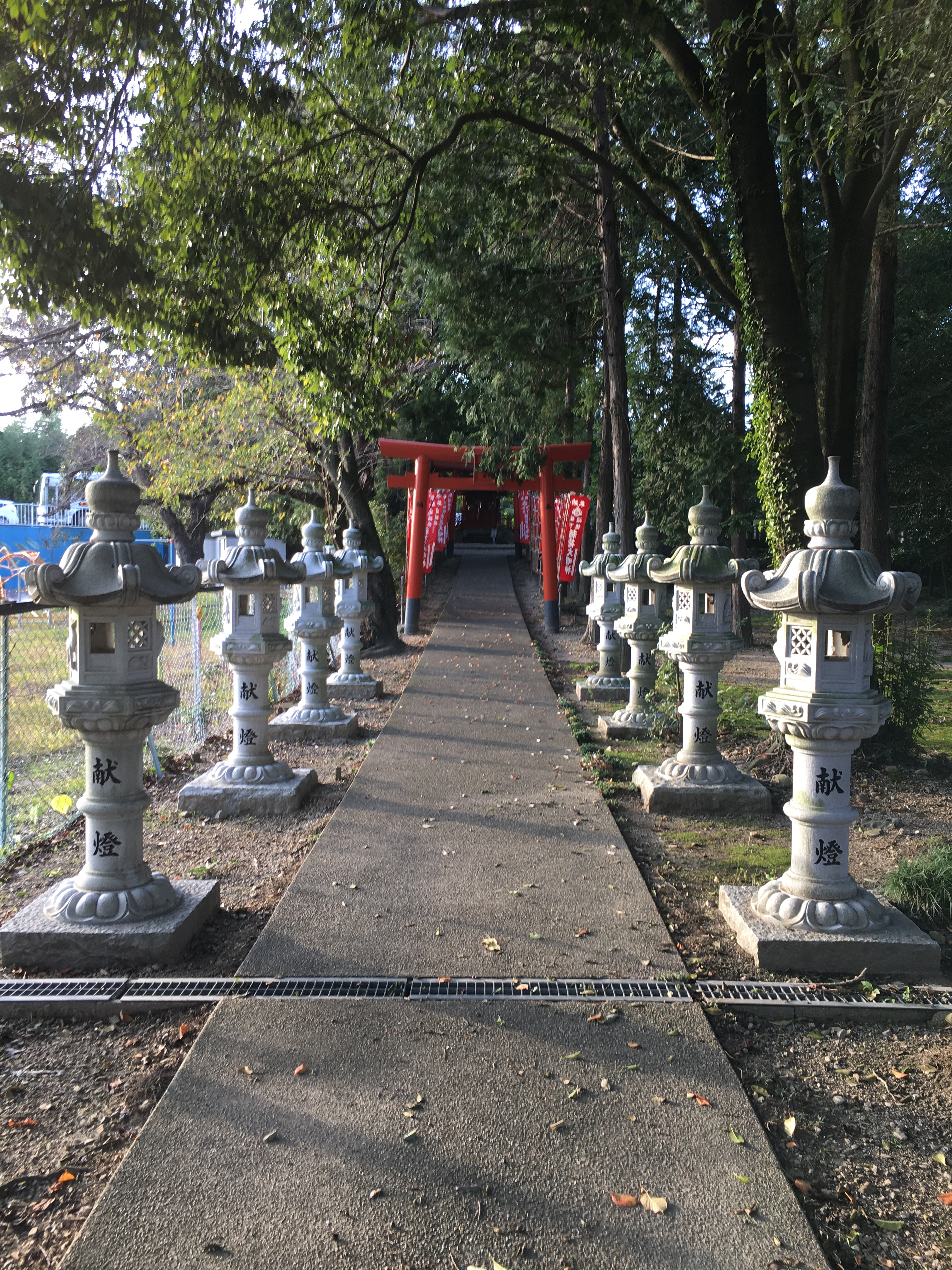
坂下神社の燈籠
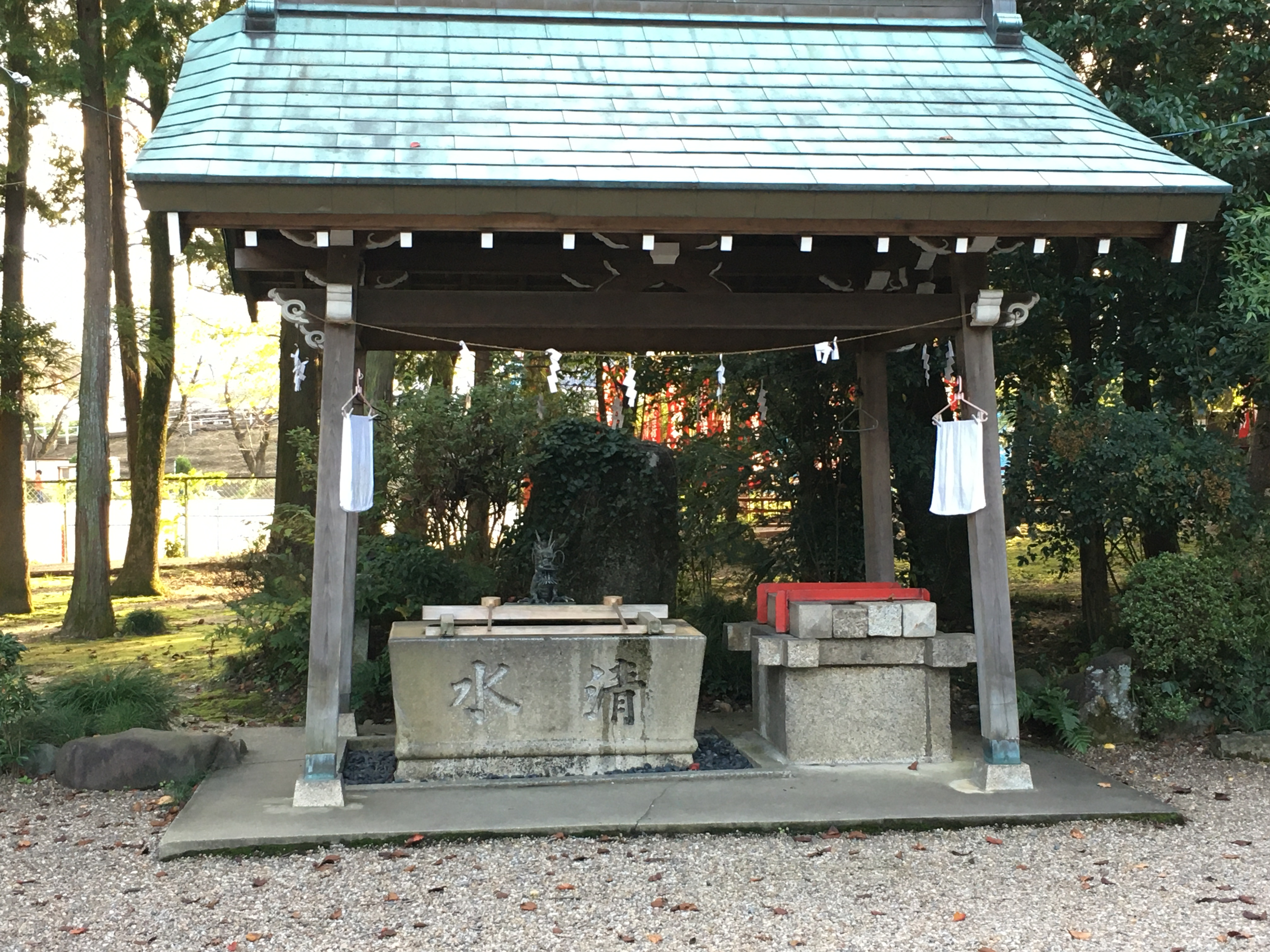
手水舎
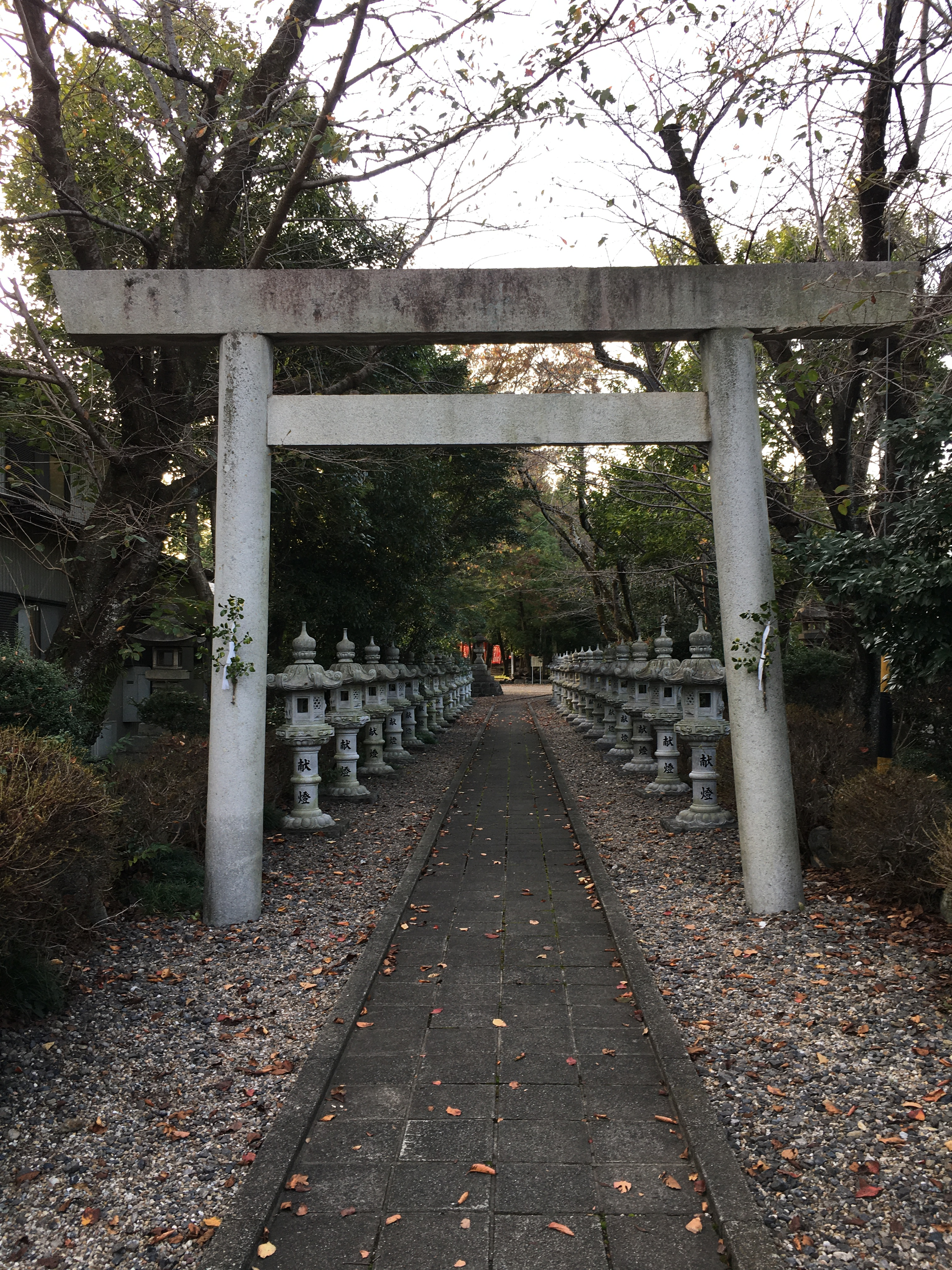
坂下神社の鳥居
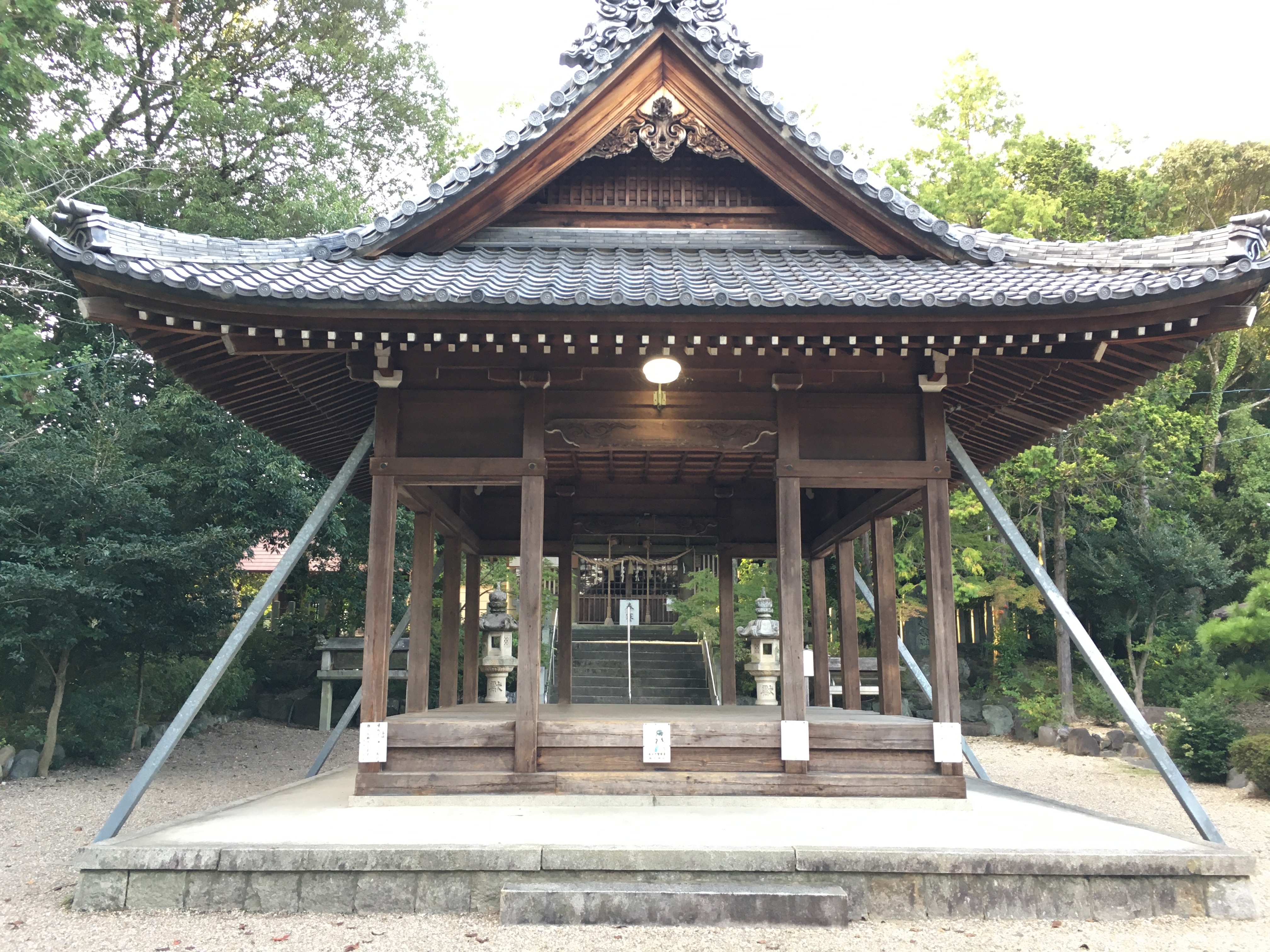
拝殿

### 境内社
坂下福徳稲荷大明大社、金刀比羅神社、津島社、春日社がある。

## 由緒
旧一色村 (現在の春日井市) の神明社と下町にあった旧和泉村 (現在の春日井市) の八幡社が1960年に合併し坂下神社となった。1973年に社殿が改築された。本殿の階段を上った右手に改築記念碑が存在する。

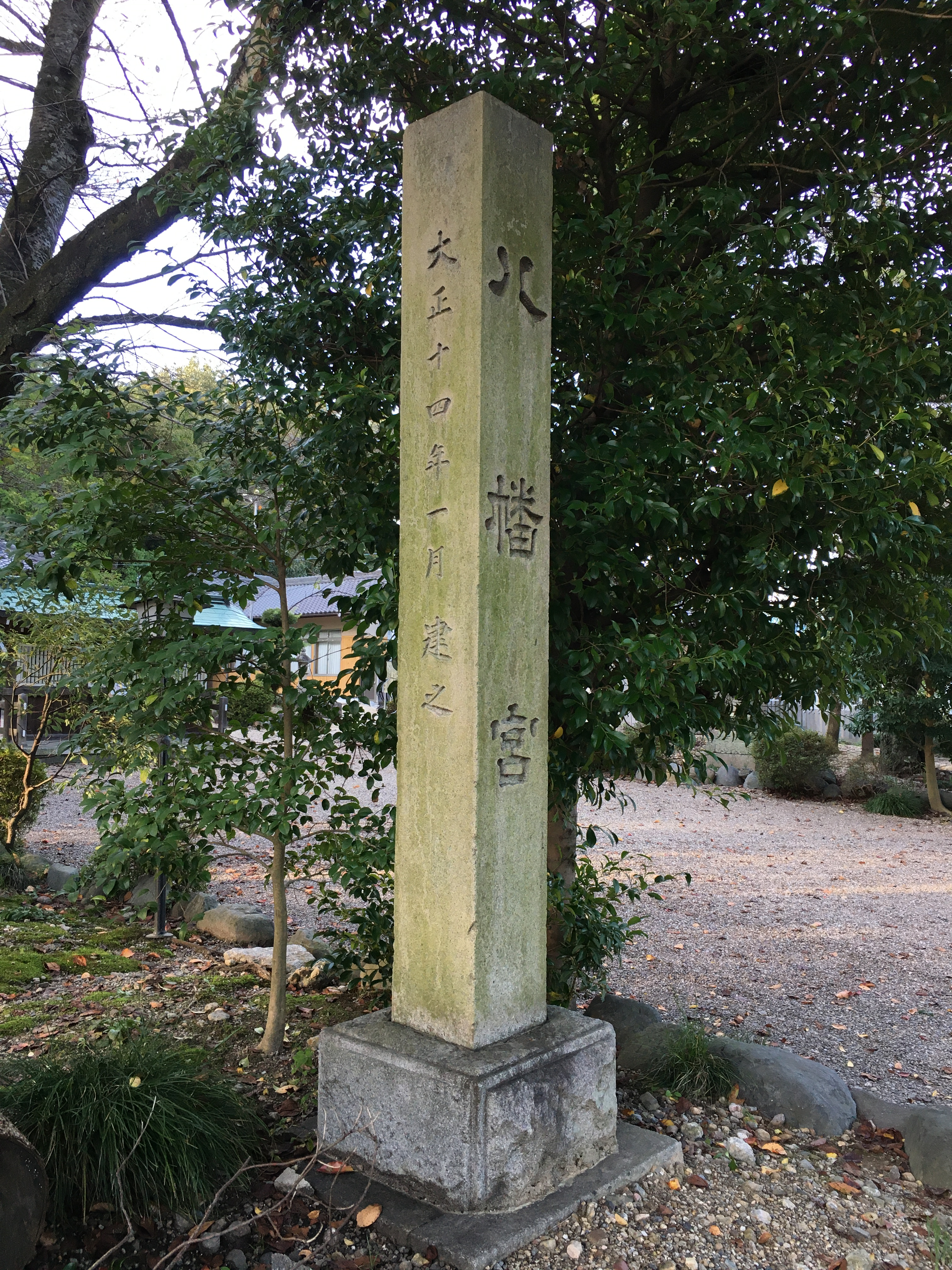
八幡宮の社号標
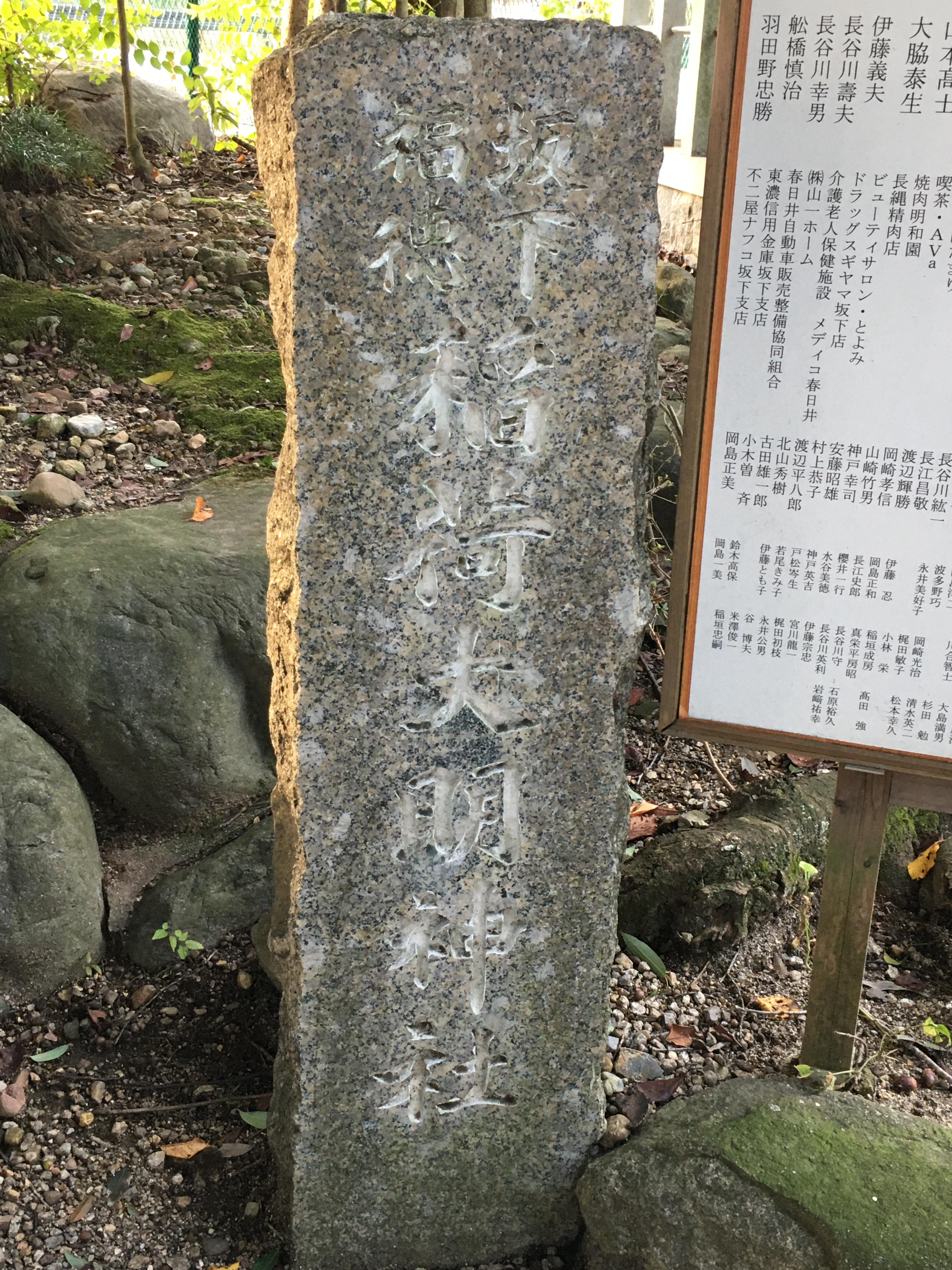
稲荷大明神社の社号標
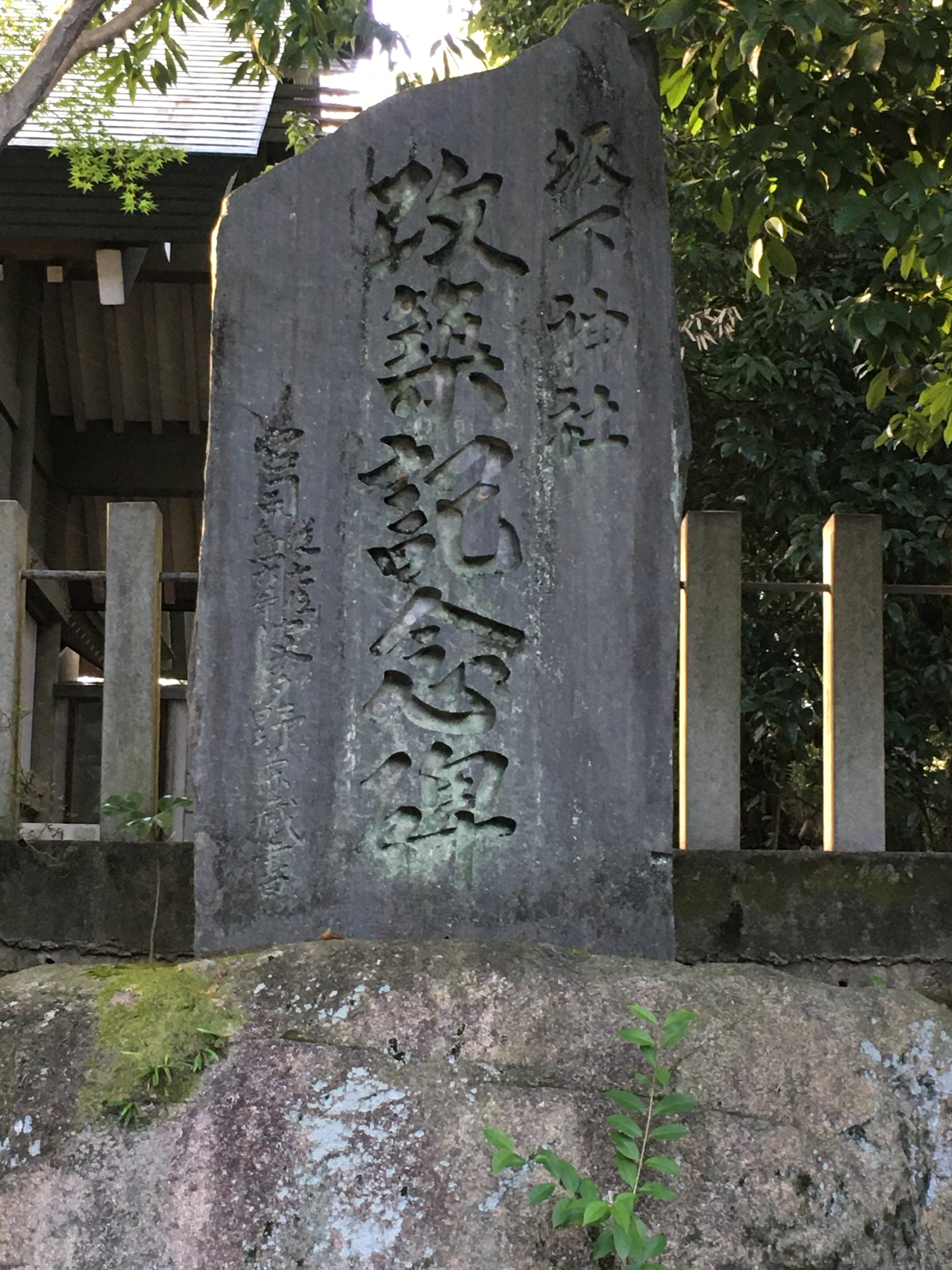
改築記念碑

## 所在地
- 愛知県春日井市坂下町3-677[11]

## 交通アクセス
- 東名高速道路春日井ICから国道19号線（多治見・土岐方面）車で8分
- 名古屋第二環状自動車道勝川ICから国道19号線（多治見・土岐方面）車で25分
- 名鉄バス「坂下神社」下車徒歩1分

## 近隣
- 下街道
- 内津川